# Pedras Brancas (Bergondo)
Pedras Brancas es una aldea española situada en la parroquia de Guísamo, del municipio de Bergondo, en la provincia de La Coruña, Galicia.

## Demografía
| Gráfica de evolución demográfica de Pedras Brancas entre 2000 y 2018 |
|                                                                      |
| Datos según el nomenclátor publicado por el INE.                     |